# 余家头站
余家头站位于中华人民共和国湖北省武汉市武昌区，是武汉地铁5号线的地铁车站。

## 车站结构
余家头站沿和平大道东西向设置于和平大道与铁机路交叉路口东侧。车站主体为地下两层单柱岛式站台车站，其中地下一层为站厅层，地下二层为站台层。车站总长299.4m，车站标准段外包宽度21.1m。采用明挖顺做法施工。车站共设置4个出入口，2个疏散口，2组风亭。

### 车站出口
|                                                 |      |      |  |
| 出口編號                                        | 設施 | 照片 |  |
| A                                               |      |      |  |
| B                                               |      |      |  |
| C                                               |      |      |  |
| D                                               |      |      |  |
| 注： 設有升降機 \| 設有輪椅升降台 \| 設有洗手間 |      |      |  |

## 鄰近地點
武汉理工大学（余家头校区）、和平大世界。

### 内部链接
- 武汉地铁车站列表